# Observatoire international des prisons - section française
Ne pas confondre avec l'Observatoire international des prisons (1990-1999).
L'Observatoire international des prisons - section française, parfois appelée OIP - section française ou OIP-SF, est une association loi de 1901 française fondée en 1995. Elle agit pour le respect des droits de l'homme en prison et milite pour un moindre recours à l'incarcération.

## Création
L'association est fondée le 17 juin 1995 à Lyon (Rhône) par les comités locaux français de l'Observatoire international des prisons (OIP), fondé en 1990. Elle correspond à la section française de l'OIP jusqu'à la dissolution de cette dernière en 1999. Elle continue depuis ses activités relative à la condition carcérale en France.

## Organisation
En 2019, la section française de l’OIP (OIP-SF) déclare environ 500 adhérents, pour certains organisés en groupes locaux d’observation (GLO).
Entre 2014 et 2019, en dépit de l'accroissement de la surpopulation carcérale, l'OIP-SF a perdu 66 % de ses subventions publiques, ce qui pourrait conduire à sa disparition. Selon Cécile Marcel, directrice de la section française de l’OIP, c’est parce qu’« officieusement, de manière progressive, les pouvoirs publics font le choix de ne plus soutenir les associations qui représentent un contre-pouvoir ». La chute des subventions publiques se poursuit jusqu'en 2024.

## Actions
Chaque année, l'OIP reçoit environ 4 500 sollicitations de détenus, de leurs proches, d'intervenants en détention ou de professionnels du milieu carcéral. Ces témoignages lui permettent d'informer l'opinion publique sur la situation des personnes détenues à travers son rapport sur les conditions de détention, sa revue Dedans-dehors, son blog Mediapart ou encore sa présence sur les réseaux sociaux. Dans tous les cas, l'association milite pour un moindre recours à l'incarcération et la dépénalisation de certains délits.
Son travail est reconnu par les professionnels du monde judiciaire et par de nombreux observateurs.
L'OIP est également présente sur le terrain judiciaire où elle mène des actions en justice contre l'administration pénitentiaire, notamment devant les juridictions administratives. Elle s'appuie pour cela sur plusieurs avocats spécialistes en droit pénitentiaire. Son action contentieuse a notamment conduit le juge administratif à contraindre l'administration à prendre des mesures d'urgence face aux conditions de détention jugées indignes à la prison des Baumettes (Marseille) en 2012 ainsi qu’à celle de Ducos (Martinique) en 2014[source secondaire nécessaire].

## Présidence
La présidence de l'association est successivement assurée par :
- 1996-1998 : Isabelle Vindras (Lacape)[7]
- 1998-2000 : Catherine Erhel[8]
- 2000-2004 : Thierry Lévy, avocat au barreau de Paris[9]
- 2004-2009 : Gabriel Mouesca[9], militant nationaliste basque et ancien détenu
- 2008 : intérim de Martine Joanin
- 2009-2012 : Florence Aubenas, journaliste[10]
- 2012-2015 : Antoine Lazarus, médecin[11]
- 2015-2022 : Delphine Boesel, avocate au barreau de Paris[12]
- Depuis 2022 : Matthieu Quinquis, avocat au barreau de Paris[13]